# Лобода товстолиста
Лобода товстолиста, лобода китицевидна, лобода лапата (Chenopodium chenopodioides (L.) Aellen) — вид рослин з роду лобода (Chenopodium) родини амарантових (Amaranthaceae).

## Загальна біоморфологічна характеристика

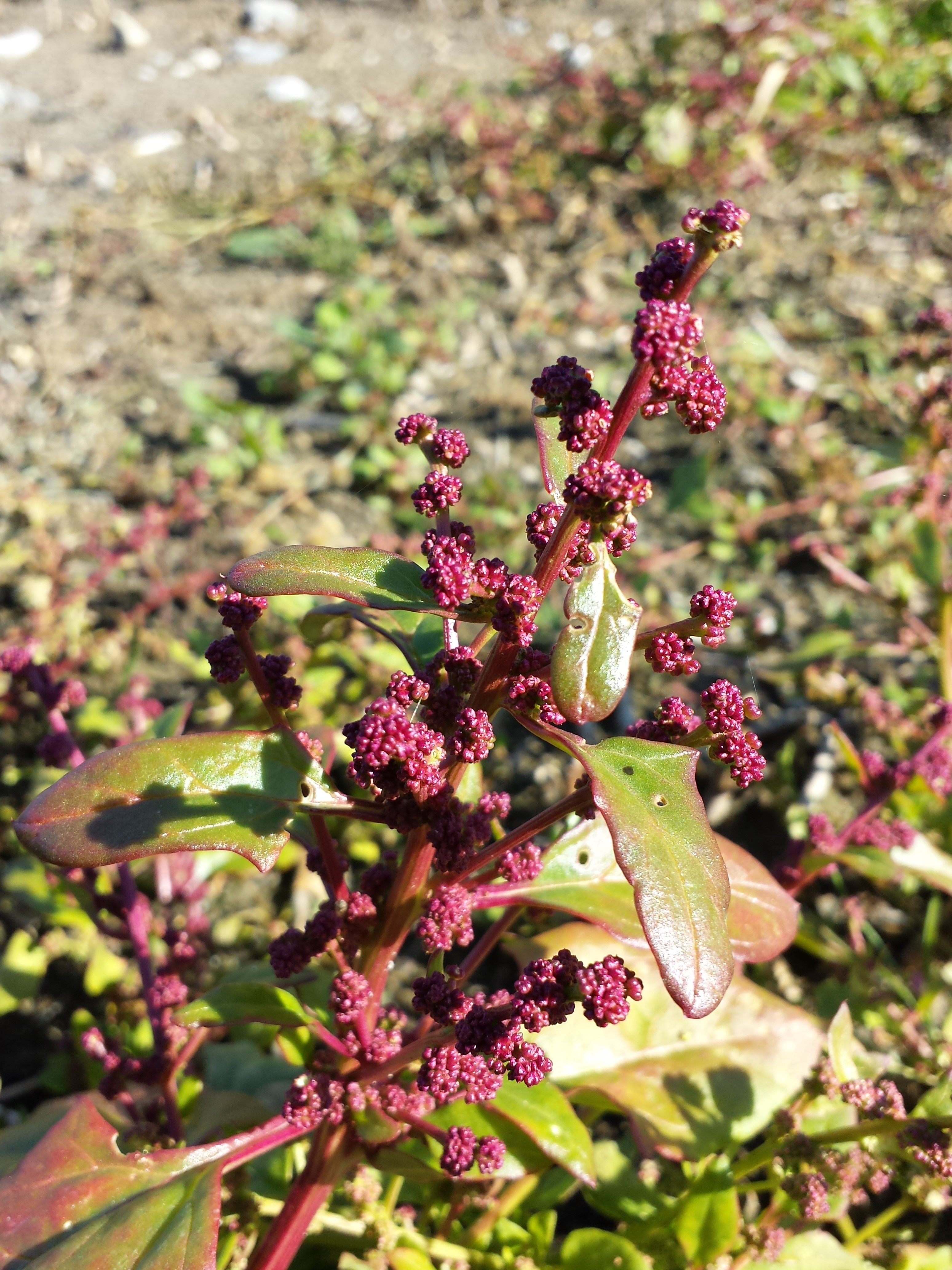
Chenopodium chenopodioides біля маленького солоного озера поблизу Подерсдорфа, округ Нойзідль-ам-Зеє, Бургенланд, Австрія

Однорічна рослина 10-50 см заввишки. Стебло прямостояче, здебільше ребристе, зі світлими поздовжніми смугами, часто червоніюче, гіллясте, розсіяно-борошнисте. Гілки довгі, висхідні. Листки 2-4 см завдовжки і 1,5-9 см завширшки, трикутні або ромбічні, неправильно зубчасті по краю, з усіченою, клиноподібною або рідше серцеподібною основою, зверху голі, знизу розсіяно-борошнисті. Суцвіття пірамідально-волотисте, густе, малооблистяне. Квітки двох видів, одні з 5-роздільною оцвітиною і горизонтальними насінинами, інші (переважають в суцвітті) з вертикальними насінинами — з 3-роздільною оцвітиною, частки якої, зрощені майже доверху, утворюють мішечок. Оцвітина гола. Насіння 0,3-0,5 мм в діаметрі.
Число хромосом: 2n = 18.
Цей вид часто плутають з лободою червоною (Chenopodium rubrum).

## Поширення
- Африка
  - Північна Африка: Алжир; Марокко
- Азія
  - Західна Азія: Афганістан; Іран; Ірак; Туреччина
  - Кавказ: Росія — Передкавказзя
  - Середня Азія: Казахстан
  - Сибір: Курганська область, Новосибірська область, Алтайський край, Тува, Якутія
  - Китай: Синьцзян
- Європа
  - Північна Європа: Данія; Велика Британія — Англія
  - Середня Європа: Австрія; Бельгія; Чехія; Німеччина; Угорщина; Польща
  - Східна Європа: Україна
  - Південно-Східна Європа: Італія [вкл. Сардинія]; Румунія; Сербія; Словенія
  - Південно-Західна Європа: Франція [прибережна і Корсика]; Португалія; Іспанія.

Натуралізований в Північній Америці.

## Екологія
Потребує ґрунту з високим вмістом солей. Росте на мокрих солончаках, на берегах водойм.

## Систематика
Деякі сучасні систематики відносять цей вид до роду Chenopodium і вказують прийнятою назвою Chenopodium chenopodioides (L.) Asch., в той же час, інші відносять його до роду Oxybasis і вказують прийнятою назвою Oxybasis chenopodioides (L.) S.Fuentes et al., а Chenopodium chenopodioides вказують як синонім. Деякі систематики відносять цей вид до роду Chenopodium, але прийнятою назвою вказують Chenopodium botryoides (укр. лобода китицевидна), а Chenopodium chenopodioides вказують як синонім.

## Охоронні заходи
Вид занесений до Офіційного переліку регіонально рідкісних рослин Київської області.